# نصیرآباد (بروجن)
نصیرآباد، روستایی از توابع بخش گندمان شهرستان بروجن در استان چهارمحال و بختیاری است که در دامان کوه کلار و در جوار تالاب گندمان قرار دارد.

## مردم
مردم این دهستان لرتبار و از ایل بختیاری می باشند که به گویش لری بختیاری سخن می گویند

## جمعیت
این روستا در دهستان گندمان قرار داشته و براساس آخرین سرشماری مرکز آمار ایران که در سال ۱۳۸۵ صورت گرفته، جمعیت آن ۵۱۱ نفر (۱۱۳خانوار) بوده‌است.مردم روستا بختیاری از طایفه زراسوند تیره اورگونی میباشند وبه زبان لری بختیاری صحبت میکنند.